# Leptocerus foederatus
Leptocerus foederatus is een schietmot uit de familie Leptoceridae. De soort komt voor in het Oriëntaals gebied.